# Hubbard (condado de Dodge, Wisconsin)
Hubbard es un municipio ubicado en el condado de Dodge, Wisconsin, Estados Unidos. Tiene una población estimada, a mediados de 2022, de 1746 habitantes.

## Geografía
La localidad está ubicada en las coordenadas 43°24′47″N 88°34′44″O / 43.41306, -88.57889. Según la Oficina del Censo de los Estados Unidos, tiene una superficie total de 86.8 km², de la cual 79.4 km² corresponden a tierra firme y 7.4 km² están cubiertos de agua.

## Demografía
Según el censo de 2020, en ese momento había 1772 personas residiendo en la zona. La densidad de población era de 22.3 hab./km². El 93.4% de los habitantes eran blancos, el 0.7% eran afroamericanos, el 0.3% eran amerindios, el 0.7% eran asiáticos, el 0.1% era isleño del Pacífico, el 1.2% eran de otras razas y el 3.6% eran de una mezcla de razas. Del total de la población, el 2.37% eran hispanos o latinos de cualquier raza.